# Schmidtiana malayana
Schmidtiana malayana là một loài bọ cánh cứng trong họ Cerambycidae.